# 이소카네 미도리
이소카네 미도리(일본어: 磯金 みどり, 1988년 10월 29일 ~ )는 일본의 여자 축구 선수이다.

## 구단 경력
나데시코 리그의 후쿠오카 J. 앤클러스, INAC 고베 레오네사, 제프 유나이티드 지바에서 활동했다.

## 국가대표팀 경력
그녀는 2008년 FIFA U-20 여자 월드컵에 참가할 일본 U-20 국가대표팀에 발탁되었으며. 2경기에 출전했다. 2009년 하계 유니버시아드에도 출전, 은메달 획득에 기여했다.